# Картаж (Арканзас)
Картаж (англ. Carthage) — місто (англ. city) в США, в окрузі Даллас штату Арканзас. Населення — 222 особи (2020).

## Географія
Картаж розташований на висоті 94 метрів над рівнем моря за координатами 34°4′21″ пн. ш. 92°33′20″ зх. д. / 34.07250° пн. ш. 92.55556° зх. д. (34.072548, -92.555500). За даними Бюро перепису населення США в 2010 році місто мало площу 2,54 км², уся площа — суходіл.

## Демографія
Згідно з переписом 2010 року, у місті мешкали 343 особи в 144 домогосподарствах у складі 94 родин. Густота населення становила 135 осіб/км². Було 163 помешкання (64/км²).
Расовий склад населення:
| - 79,6 % — чорних або афроамериканців - 15,2 % — білих - 0,6 % — корінних американців - 1,5 % — осіб інших рас |

До двох чи більше рас належало 3,2 %. Іспаномовні складали 2,6 % від усіх жителів.
За віковим діапазоном населення розподілялося таким чином: 25,1 % — особи молодші 18 років, 61,2 % — особи у віці 18—64 років, 13,7 % — особи у віці 65 років та старші. Медіана віку мешканця становила 41,8 року. На 100 осіб жіночої статі у місті припадало 79,6 чоловіків; на 100 жінок у віці від 18 років та старших — 82,3 чоловіків також старших 18 років.
Середній дохід на одне домашнє господарство становив 44 654 долари США (медіана — 41 364), а середній дохід на одну сім'ю — 53 390 доларів (медіана — 51 477). Медіана доходів становила 30 809 доларів для чоловіків та 25 926 доларів для жінок. За межею бідності перебувало 19,0 % осіб, у тому числі 33,3 % дітей у віці до 18 років та 24,5 % осіб у віці 65 років та старших.
Цивільне працевлаштоване населення становило 197 осіб. Основні галузі зайнятості: виробництво — 48,7 %, освіта, охорона здоров'я та соціальна допомога — 21,8 %, транспорт — 11,7 %, публічна адміністрація — 2,5 %.
За даними перепису населення 2000 року в Картажі мешкало 442 особи, 94 родини, налічувалося 159 домашніх господарств і 193 житлових будинки. Середня густота населення становила близько 170 осіб на один квадратний кілометр. Расовий склад Картажа за даними перепису розподілився таким чином: 16,29 % білих, 82,8 % — чорних або афроамериканців, 0,23 % — представників змішаних рас, 0,68 % — інших народів. Іспаномовні склали 3,39 % від усіх жителів міста.
З 159 домашніх господарств в 29,6 % — виховували дітей віком до 18 років, 35,2 % представляли собою подружні пари, які спільно проживали, в 19,5 % сімей жінки проживали без чоловіків, 40,3 % не мали сімей. 39,0 % від загального числа сімей на момент перепису жили самостійно, при цьому 21,4 % склали самотні літні люди у віці 65 років та старше. Середній розмір домашнього господарства склав 2,45 особи, а середній розмір родини — 3,20 особи.
Населення міста за віковим діапазоном за даними перепису 2000 року розподілилося таким чином: 25,6 % — жителі молодше 18 років, 7,5 % — між 18 і 24 роками, 22,6 % — від 25 до 44 років, 20,8 % — від 45 до 64 років і 23,5 % — у віці 65 років та старше. Середній вік мешканця склав 40 років. На кожні 100 жінок в Картажі припадало 110,5 чоловіків, у віці від 18 років та старше — 98,2 чоловіків також старше 18 років.
Середній дохід на одне домашнє господарство в місті склав 23 750 доларів США, а середній дохід на одну сім'ю — 33 750 доларів. При цьому чоловіки мали середній дохід в 22 188 доларів США на рік проти 18 229 доларів середньорічного доходу у жінок. Дохід на душу населення в місті склав 11 466 доларів на рік. 19,3 % від усього числа сімей в окрузі і 24,0 % від усієї чисельності населення перебувало на момент перепису населення за межею бідності, при цьому 29,2 % з них були молодші 18 років і 33,3 % — у віці 65 років та старше.